# Arte dei Mercatanti
L'Arte dei Mercatanti o di Calimala è stata una delle Arti Maggiori tra le corporazioni di arti e mestieri di Firenze. Il nome deriva da via Calimala, nel centro di Firenze, dove esistevano numerose botteghe dell'Arte.

## Storia

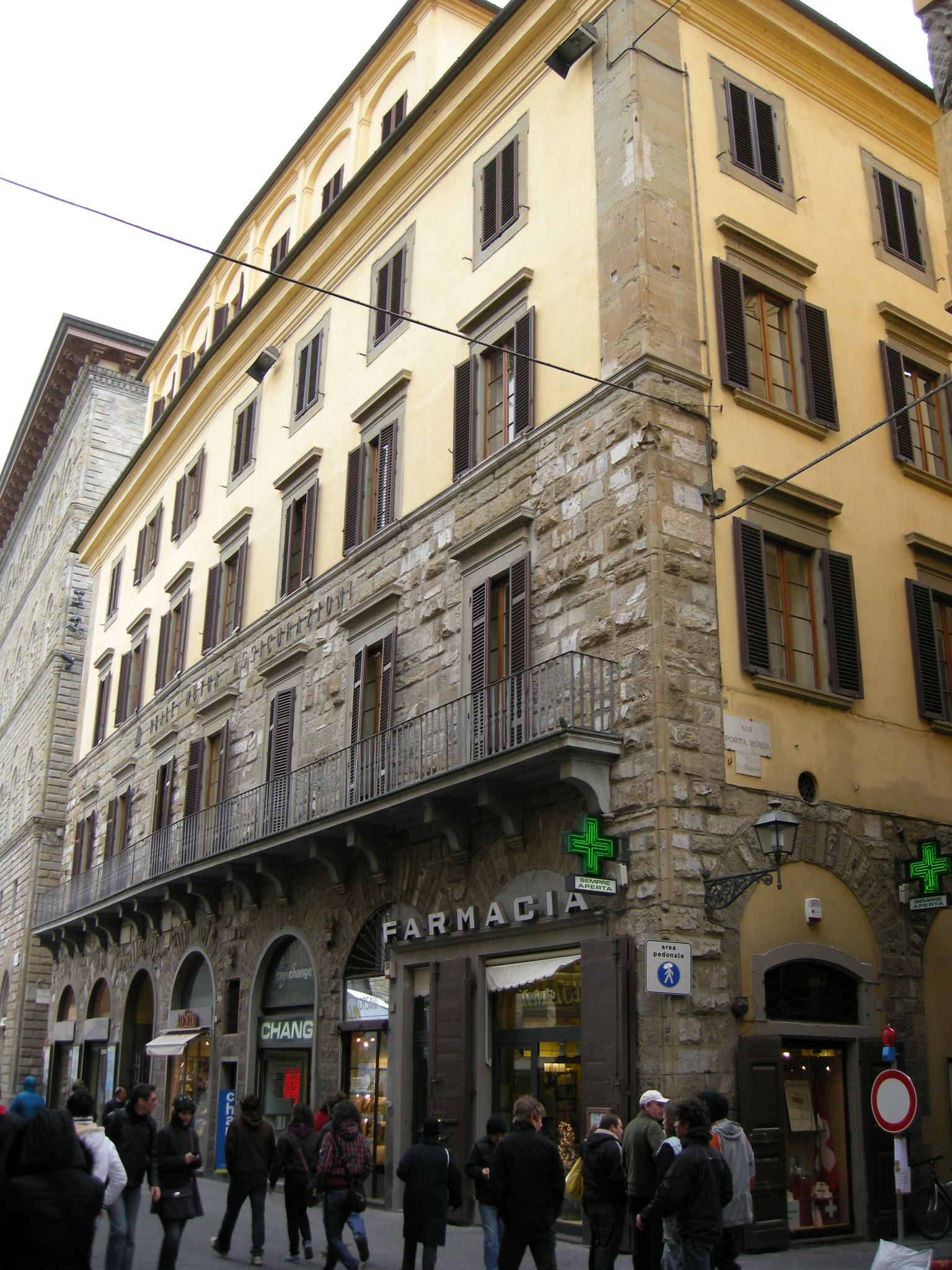
L'antica sede dell'Arte di Calimala su via Calzaiuoli

Le prime notizie riguardanti la formazione dell'Arte risalgono al 1182 circa, per cui i mercanti fiorentini furono tra i primi a costituire una loro corporazione, prendendo il nome dall'omonima via che ancora oggi collega piazza della Repubblica con  piazza del Mercato Nuovo e che in epoca romana era presumibilmente il cardo, ossia la direttrice nord-sud che partiva dal foro, i cui resti si trovano appunto sotto la pavimentazione di piazza della Repubblica.
Le origini della parola Calimala sono incerte; si pensa che possa derivare dal latino callis maia, strada grande, o callis mala, ovvero stradaccia, oppure come sostenne Dino Compagni, dal greco kalos mallos, che significa "bella lana". In effetti, le botteghe e i magazzini dei mercanti appartenenti alla corporazione si concentravano quasi tutti in questa antica strada e nella vicina via Calimaruzza, allora molto più stretta ed affollata di gente indaffarata nelle attività commerciali. 
Fino al 1237 la sede dell'Arte di Calimala si trovava al piano terra di una delle torri della famiglia Cavalcanti affacciata sul Mercato Nuovo, poi, alla fine del Trecento, ne venne costruita una nuova in Calimaruzza, nell'edificio sul quale è ancora visibile l'effigie dell'aquila dorata che artiglia un torsello, direttamente comunicante con quello posto sul Canto del Diamante, all'angolo tra via de' Calzaioli e via Porta Rossa, dove oggi si trova la farmacia Molteni.

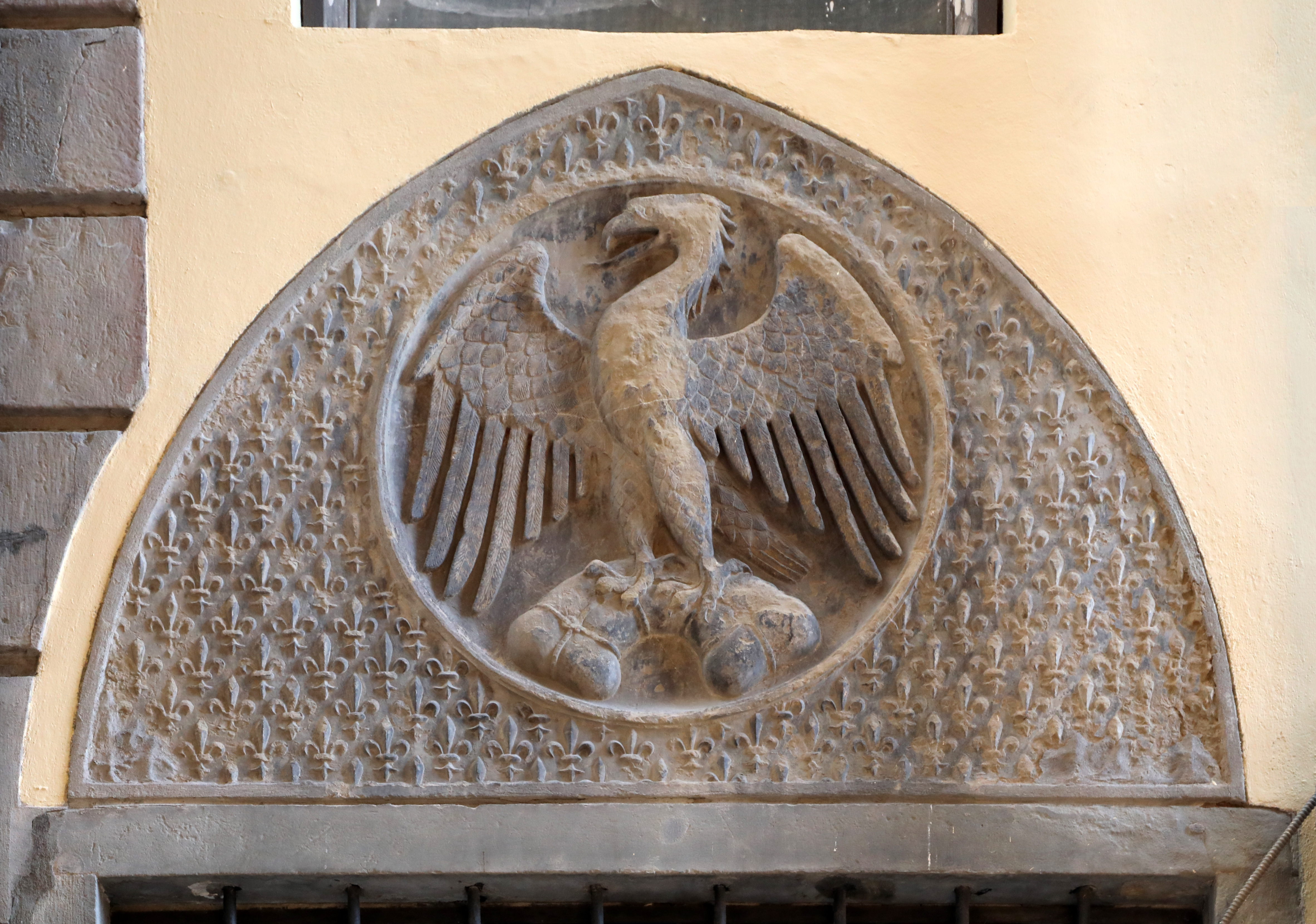
La lunetta sull'antico accesso alla sede dell'Arte, in via Calimaruzza

In questa sede i membri della corporazione si riunivano settimanalmente per discutere e regolamentare le loro attività e come tutte le Arti, ogni questione o intervento riguardante la condotta degli iscritti era riservata al Collegio dei Consoli, che dovevano avere almeno trent'anni, essere fiorentini e di parte guelfa; uno dei compiti primari dei consoli dell'Arte era quello di assistere tutti i suoi membri, ad esempio, aiutandoli nel caso in cui avessero dei crediti in sospeso da riscuotere o fossero stati truffati, sia a Firenze che all'estero, inviando dei messi a spese della corporazione presso i clienti insolventi; inoltre, l'Arte aveva previsto anche una sorta di pensione di anzianità per i soci che vi avessero prestato servizio per almeno sedici anni.
Nel 1323 l'Arte di Calimala diede saggio della sua potenza armando a proprie spese un contingente di 200 armati che combatté contro Castruccio Castracani, marciando sotto al bandiera dell'Arte.
La corporazione si organizzò a proprie spese anche per mantenere un corpo armato di guardie che durante la notte sorvegliava le botteghe ed i magazzini e si accordava con gli albergatori per offrire alloggio ai clienti stranieri, evidentemente per controllarne anche gli spostamenti ed evitare che potessero trafficare a loro discapito.
L'Arte di Calimala venne soppressa nel 1770 da Pietro Leopoldo di Lorena, quando fu istituita la Camera di Commercio.

## Organizzazione e attività

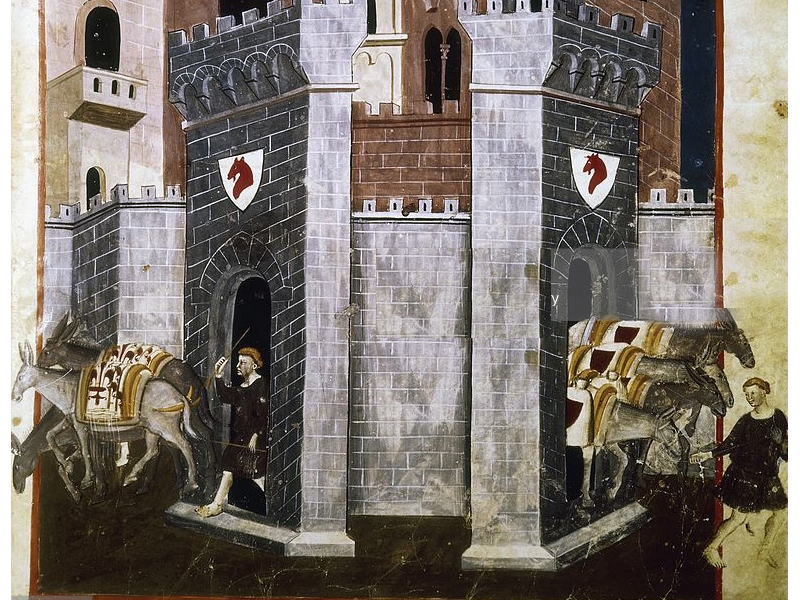
Asini coi torselli escono da una città, illustrazione del Libro del Biadaiolo, 1335-1340 circa

I soci di questa Arte importavano le materie prime, come la lana grezza proveniente dall'Inghilterra o dalla penisola iberica (ritenute le migliori sul mercato), ma anche stoffe e tessuti dalle fiere della Champagne in Francia e per questo detti "panni franceschi". 
I mercanti erano riuniti in potenti compagnie commerciali e aprirono diverse filiali e magazzini in molte città europee e del nord Africa; gli agenti dell'Arte di Calimala che vivevano all'estero trattavano perciò anche l'acquisto di merci locali come perle, corallo, oro, argento e seta. Le pezze acquistate sulle piazze estere venivano marchiate con un simbolo che ne indicava il paese di provenienza e il prezzo pagato in moneta locale, poi venivano ripiegate e confezionate a modo di torsello, una balla che poteva essere legata al dorso dei muli, con la caratteristica forma visibile nello stemma della corporazione. Tramite i porti di Marsiglia, di Genova o di Pisa i torselli, a dorso di mulo, arrivavano a Firenze. 
Una volta giunti a Firenze, i panni subivano una serie di procedimenti volti a migliorarne la qualità; i panni in lana grezza, ad esempio, passavano attraverso le operazioni di cardatura, cimatura, raffinazione e tintura, che li trasformavano in prodotti finiti di alto pregio che venivano rivenduti sia in Italia che all'estero, spesso sugli stessi mercati in cui era stata acquistata la materia prima. I tintori, in particolare, erano tenuti a rispettare precise norme contenute nello statuto stesso della corporazione; queste prevedevano un rapporto esclusivo con Calimala, per cui chi tingeva i panni dell'Arte non poteva farlo per nessun altro ed ogni pezza doveva risultare perfetta al momento della consegna, senza macchie o imperfezioni, pena il rimborso dei pezzi danneggiati. I tintori venivano chiamati vagellai, per via del vagello, ossia l'apposita caldaia impiegata durante le operazioni di tintura; il colore che senz'altro veniva più usato era il rosso, con cui si confezionava anche il lucco, la sopravveste lunga fino ai piedi e senza cintura indossata da tutti i magistrati del Comune.
I tessuti che venivano acquistati nelle botteghe venivano tagliati con le forbici, secondo l'unità di misura lineare detta "canna di Calimala", una sorta di pertica corrispondente a 4 braccia, ossia 2 metri e 33 centimetri; le canne erano suddivise in unità più piccole, da mezza canna, un quarto ed un ottavo e sottoposte ad una verifica annuale da ispettori della corporazione; lo statuto stesso dell'Arte conteneva precise disposizioni a tutela dai clienti, in base alle quali le pezze dovevano essere distese sul banco della bottega con l'orlo ben in vista, segnate nel punto richiesto e tagliate senza “eccedenze”.
Gli appartenenti a quest'Arte erano quindi dei veri imprenditori, che svolgevano delle attività che oggi potrebbero essere definite di import-export; il grosso giro di affari e l'enorme quantità di denaro maneggiato la resero una delle Arti più potenti a Firenze e molto legata alle corporazioni “sorelle” dell'Arte del Cambio, l'Arte della Seta e l'Arte della Lana.
Per evitare un conflitto di interessi o una sovrapposizione che avrebbe danneggiato entrambe, le Arti di Calimala e della Lana si accordarono spartendosi i vari rami del commercio tessile; Calimala avrebbe mantenuto il predominio sul commercio estero e quella della Lana sul mercato interno, compresa la raccolta delle materie prime locali.

## Membri celebri
Tra le famiglie fiorentine più illustri appartenenti all'Arte di Calimala si segnalano gli Albizi, i Pazzi e gli Strozzi.

## I patronati
La potenza della corporazione si manifestò anche nella cura ed il patronato di numerosi edifici; il battistero di San Giovanni dal 1157, il lebbrosario di Sant'Eusebio sul Prato dal 1192, la chiesa di San Miniato al Monte dal 1228, l'ospedale di San Giuliano alla Porta San Niccolò dal 1475. 
Dagli inizi del Quattrocento la statua del santo patrono Giovanni Battista, realizzata da Lorenzo Ghiberti (1413-1416), si trova nel tabernacolo dell'Arte all'esterno della chiesa di Orsanmichele.